# Peter Glarborg
Peter Glarborg (født 15. august 1959) er en dansk professor i kemiteknik ved Institut for Kemiteknik på DTU siden januar 2009. Stillingen blev oprettet i et samarbejde mellem DTU Kemiteknik, DONG Energy og Vattenfall.
Glarborg var oprindeligt uddannet som maskiningeniør og tog sin kandidatgrad på DTU i 1984, hvorfra han derefter fik en Ph.d-grad i 1987. Herefter var hans ansat nogle år som postdoc på Institut for Mekanisk Teknologi frem til 1991, hvor han blev postdoc på Institut for Kemiteknik. I 1995 blev han lektor på instituttet og fra 2009 ansat som professor.
Han beskæftiger sig særligt med forbrænding, industrielle højtemperaturprosesser og anvendelse af biomasse i til miljøvenlig produktion af el og varm. Han har samarbejde med flere danske og udenlandske virksomheder heriblandt DONG Energy, Vattenfall, B&W Energy, FLSmidth, Haldor Topsøe og Babcock & Wilcox Vølund.